# Strzelanina w szkole

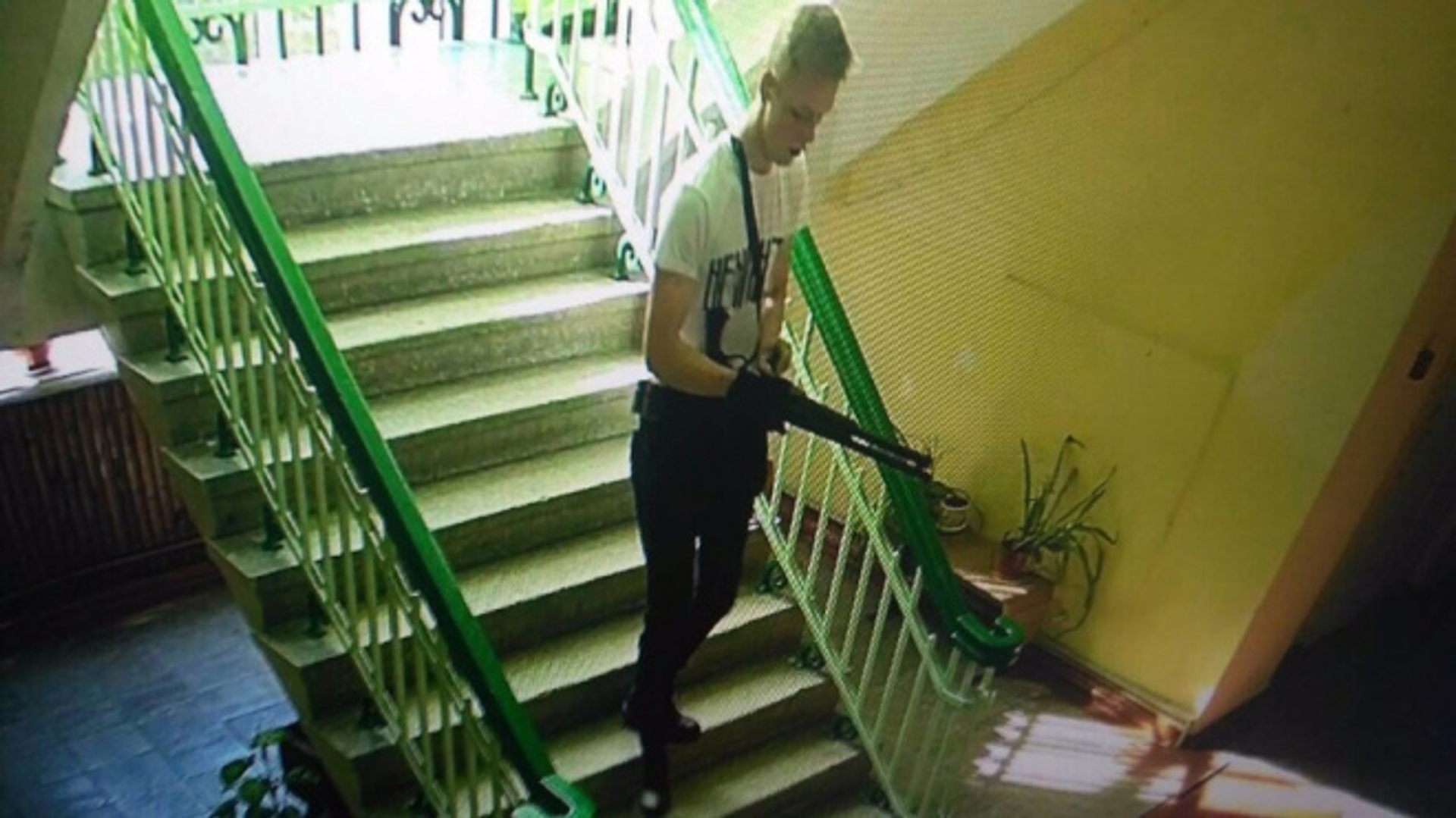
Władisław Roslakow zabił 20 osób za pomocą strzelby i bomby gwoździowej podczas masakry w Politechnice w Kerczu.

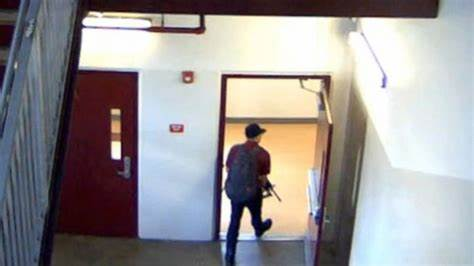
Nikolas Cruz wchodzi z karabinem na korytarz na pierwszym piętrze przed zabiciem 17 osób w strzelaninie w High School w Parkland.

Strzelanina w szkole, strzelanina szkolna – atak (rodzaj zamachu) na placówkę oświatową, taką jak szkoła podstawowa, szkoła średnia lub uniwersytet z użyciem broni palnej. Najczęściej tego rodzaju ataki są dokonywane przez uczniów szkół. Strzelaniny w szkołach najczęściej mają miejsce w Stanach Zjednoczonych.
Według różnych badań i raportów najczęstszymi przyczynami strzelanin w szkołach i innych, coraz częściej zdarzających się ataków, do których dochodzi w tego rodzaju placówkach są m.in. przemoc w szkole, jakiej doznawali sprawcy, i chęć zemsty na oprawcach (75% przypadków), chęć rozwiązania przez sprawców przemocą innych problemów z rówieśnikami lub nauczycielami (34% przypadków), depresja i myśli samobójcze lub inne zaburzenia psychiczne (27% przypadków) oraz chęć uzyskania rozgłosu (24% przypadków).
Strzelaniny w szkołach od późnych lat 90. XX wieku są ewoluującym zjawiskiem kulturowym, zwłaszcza w Stanach Zjednoczonych, gdzie – podobnie jak strzelaniny w innych miejscach – wywołują debatę na temat przemocy z użyciem broni i prawa do jej posiadania.

## Charakterystyka i przyczyny
Według wyników badań opublikowanych przez United States Secret Service, w ramach których przebadano 37 strzelanin szkolnych (od grudnia 1974 do maja 2000 roku), sprawcami takich zdarzeń najczęściej byli samotni i wyalienowani, niezgrabni w relacjach społecznych, biali uczniowie szkół średnich. Niektórzy eksperci, tacy jak Alan Lipman ostrzegali jednak, że nie należy na podstawie tego rodzaju dokumentów kreować obrazu „typowego” strzelca szkolnego, gdyż prowadzi to do niepotrzebnej stygmatyzacji i – przede wszystkim – częstej nietrafności profilowania strzelców, gdyż nie wszyscy z nich byli tacy jak opisani w tym raporcie, a jedynie ich większość.

### Nadzór rodzicielski
FBI po coraz częstszych w USA strzelaninach szkolnych stworzyło specjalny poradnik zarówno dla rodziców, jak i nauczycieli, jak wykryć osobę mogącą popełnić tego rodzaju czyn i jak temu zapobiec. W poradniku tym stwierdzono m.in., że rodzice powinni zawsze pytać dziecko jak idzie mu w szkole, jakie relacje ma z rówieśnikami, czy spotkało je w szkole coś złego itp., również pozyskując te informacje od jego znajomych, jeśli takowych posiada. Autorzy poradnika zalecają także kontrolowanie przez rodziców co ich dziecko ogląda np. w telewizji lub co pisze w internecie, np. w mediach społecznościowych.
Daniel Schechter, amerykański psychiatra kliniczny, zapytany o przyczyny strzelanin szkolnych i o to jak pozornie spokojne dzieci stają się mordercami, stwierdził, że wyjaśnienie tego jest tak samo skomplikowane jak powstanie tornada w ładny słoneczny dzień w stanie Kansas. Stwierdził, że dzieci te niekoniecznie muszą pochodzić z „zepsutych” rodzin lub nie być przez swoich rodziców kontrolowane, a czynniki są bardziej skomplikowane.

### Zastraszanie w szkole
Zastraszanie lub prześladowanie szkolne, jak wynika z badań, spotykało wielu dotychczasowych strzelców. Inne badania wykazały, że prześladowanie/zastraszanie/poniżanie w szkole skutkuje m.in. problemami zachowawczymi lub osobowościowymi, depresją lub znacznym osłabieniem umiejętności społecznych i przez to do ekstremalnie niskiego poczucia własnej wartości i często w wyniku tego chęci brutalnej zemsty na prześladowcach. Na ten problem zwrócono szerszą uwagę po masakrze w Columbine High School z 1999 roku, których sprawcy, dokonując jej, najprawdopodobniej chcieli się zemścić za lata szykanowania w szkole.

### Inspiracja
Sprawcy kolejnych strzelanin w szkołach, które mają miejsce na świecie coraz częściej pozostawiali po sobie dowody na to, że inspirowali się zarówno poprzednimi strzelcami, jak i kulturą masową. Popularna, aczkolwiek kwestionowana przez wielu ekspertów, w ostatnich latach stała się także teoria, jakoby sprawcy słynnych brutalnych morderstw i/lub strzelanin w USA i w Europie Zachodniej inspirowali się grami komputerowymi, „brutalnymi” filmami bądź muzyką metalową lub industrialno-rockową. Według większości opinii kultura masowa nie ma większego znaczenia jeśli chodzi o motywy sprawców, ale stanowi jedynie element zainspirowania sposobu, w jaki potencjalny sprawca chciałby zaatakować, ubioru w jaki chciałby się ubrać w momencie ataku itd.

## Historia
Najprawdopodobniej pierwszą strzelaniną szkolną, która miała miejsce na świecie, było zastrzelenie profesora Johna Anthony’ego Gardnera Davisa na Uniwersytecie Wirginii w Charlottesville 12 listopada 1840 roku.
Strzelaniny szkolne zdarzały się w USA sporadycznie w latach przedwojennych, częściej zaczęło do nich dochodzić dopiero po II wojnie światowej.
Pierwszą strzelaniną szkolną, która zyskała szeroki rozgłos na całym świecie, była strzelanina na dziedzińcu szkoły podstawowej w San Diego z 29 stycznia 1979 roku. Wówczas 16-letnia Brenda Spencer ostrzelała z samego ranka dzieci oczekujące na rozpoczęcie lekcji. Zraniła ośmioro uczniów, a gdy podbiegli do nich dyrektor i dozorca, Spencer śmiertelnie ich postrzeliła, później otwierając jeszcze ogień do policjanta, lekko raniąc go w szyję. Na podstawie tej strzelaniny piosenkarz i autor tekstów z zespołu The Boomtown Rats Bob Geldof napisał słynny utwór I Don’t Like Mondays, opierający się na słowach sprawczyni strzelaniny, które wypowiedziała przez telefon do dzwoniącego do niej redaktora, który zapytał się jej dlaczego strzela. Geldof później stwierdził, że żałuje napisania tego utworu, gdyż przyniósł on sławę sprawczyni zamachu.
W latach 80. XX wieku szkolne strzelaniny zaczęły zdarzać się w USA coraz częściej. Najkrwawszym takim zamachem tamtego okresu była strzelanina na podwórku szkolnym w Stockton, w której zginęło 6 osób, a 32 osoby zostały ranne.

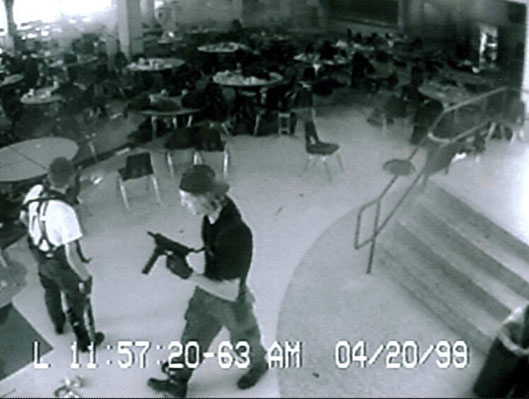
Eric Harris (po lewej) i Dylan Klebold (po prawej). Masakra w Columbine High School w 1999 roku jest uważana za jedną z najbardziej niesławnych szkolnych strzelanin w historii.

W latach 90. XX wieku strzelaniny w szkole zaczęły być poważnym problemem w USA. To właśnie w tym okresie doszło do najsłynniejszego z takich ataków, jakim była masakra w Columbine High School. Zdarzenie to miało miejsce 20 kwietnia 1999 roku; zginęło wówczas 15 osób, a 24 zostały ranne. Dzisiaj winowajcy tej masakry Eric Harris i Dylan Klebold są najczęściej naśladowanymi sprawcami przez kolejnych szkolnych napastników. Największą ze strzelanin szkolnych z lat 90., które miały miejsce przed Columbine i która zszokowała USA była strzelanina w Thurston High School w Springfield w stanie Oregon z 21 maja 1998 roku. Wówczas 15-letni schizofrenik Kipland Philip Kinkel zastrzelił w niej dwóch uczniów i ranił ponad 20 innych strzelając z karabinu i pistoletu na szkolnych korytarzach i na stołówce; wcześniej zastrzelił swoich rodziców w mieszkaniu.
W XXI wieku strzelaniny szkolne stały się zjawiskiem światowym. Największymi strzelaninami szkolnymi dokonanymi przez pojedyncze osoby tzw. „aktywnych strzelców” były w tym okresie masakra w Virginia Tech (33 ofiary), strzelanina w szkole w Newtown (28 ofiar) i masakra w technikum w Kerczu na Półwyspie Krymskim (21 ofiar). Największą ogólnie masakrą szkolną był natomiast zamach terrorystyczny w szkole w Biesłanie z 1 września 2004 roku, w której 33 czeczeńskich islamistów pod wodzą Szamila Basajewa zabiło ponad 330 osób i sami zginęli w strzelaninie z rosyjskimi służbami specjalnymi.

## Zdarzenia w Polsce

### Strzelaniny w szkołach
W Polsce nie dochodziło często do strzelanin w szkołach – odnotowano jedynie kilka takich przypadków w okresie wielu dekad. Polska jest krajem, w którym odsetek obywateli posiadających dostęp do broni jest najniższy spośród krajów zrzeszonych w Unii Europejskiej.
Największą odnotowaną strzelaniną w szkole w historii Polski była strzelanina w gimnazjum w Wilnie, która wydarzyła się 6 maja 1925 roku. Wówczas dwóch uczniów Stanisław Ławrynowicz i Janusz Obrąpalski ostrzelali komisję egzaminacyjną, kiedy dyrektor odebrał arkusz Ławrynowiczowi za rozmowę z kolegą. Wtedy Ławrynowicz wyjął rewolwer i strzelił dwukrotnie do dyrektora, raniąc go w ramię, po czym rzucił granat ręczny przed siebie. Później Obrąpalski również wyjął swój rewolwer i ostrzelał nauczycieli, po czym popełnił samobójstwo strzelając sobie w głowę. Zginęło 2 uczniów, przez rozerwanie wybuchem, a także nauczyciel, który zginął od strzałów. Łącznie zginęło 5 osób (licząc sprawców), a kolejnych 9 zostało rannych.
Inny tragiczny przypadek wydarzył się w 1 kwietnia 1936 roku w szkole powszechnej nr.1 w Janikowie pod Inowrocławiem. Nauczyciel, Stefan Bykowski, oficer rezerwy, został zwolniony z pracy. Tego samego dnia wrócił do szkoły podczas zajęć wieczornych i zastrzelił jedną z nauczycielek wraz z służącą, a następnie strzelał bezładnie w kierunku uczniów i przechodniów. W szkole zjawili się przebywający w pobliżu policjanci. Bykowski postrzelił ciężko jednego z nich i próbował popełnić samobójstwo, ale ostatecznie nie udało mu się to.
16 grudnia 2001 roku uzbrojony 62-letni Kazimierz J. wtargnął do Zespołu Szkół Ekonomicznych w Kluczborku. Wewnątrz budynku śmiertelnie ranił swoją żonę Joannę J., a potem zastrzelił 34-letniego mężczyznę, który chciał jej pomóc. Następnie sprawca wybiegł na dziedziniec szkoły i tam popełnił samobójstwo.
27 maja 2019 roku 18-letni Marek N. były uczeń Szkoły Podstawowej nr 1 w Brześciu Kujawskim postrzelił w niej 2 osoby przy użyciu rewolweru czarnoprochowego. Ranne zostały 11-letnia uczennica szkoły i szkolna woźna. Napastnik został obezwładniony, kiedy chciał przeładować rewolwer, przez innego członka personelu. Wcześniej był leczony psychiatrycznie, a z relacji jego dziewczyny wynikało, iż cierpiał na psychozę. Fascynował się też przemocą i czarnym humorem oraz poprzednimi szkolnymi napastnikami. 20 września 2022 roku sprawca został skazany na karę 25 lat pozbawienia wolności z możliwością ubiegania się warunkowe zwolnienie po 15 latach. 13 czerwca 2023 wyrok został zmieniony i sprawca będzie mógł się ubiegać o warunkowe zwolnienie po 20 latach.

### Inne ataki
W polskich szkołach także dochodziło do ataków masowych niebędących strzelaninami, ale atakami na wiele osób przy użyciu noża. W 1998 roku w IX LO we Wrocławiu uzbrojony w siekierę 19-letni uczeń ciężko zranił 3 nauczycielki. Napastnik cierpiał na poważne zaburzenia osobowości, ale nie był chory psychicznie. W 2002 roku 23-letni student Politechniki Gdańskiej zabił siekierą wykładowcę, a 2 ciężko ranił. W 2019 roku w szkole podstawowej na warszawskim Wawrze 15-letni uczeń zabił rówieśnika nożem po kłótni o pieniądze i narkotyki. W 2020 roku 17-letnia uczennica V LO w Zielonej Górze raniła nożem 2 uczennice i 1 ucznia. W 2023 roku 18-letni uczeń Zespołu Szkół Powiatowych w Kadzidle ranił nożem 2 uczniów i 1 uczennicę potem próbował popełnić samobójstwo, ale nie udało mu się to. W 2025 roku 22-letni student Uniwersytetu Warszawskiego zabił siekierą portierkę i ciężko ranił ochroniarza.

## Strzelaniny szkolne na świecie

### Europa
W Europie strzelaniny szkolne zdarzają się z przeciętną częstotliwością; najczęściej do tego rodzaju zdarzeń dochodziło w Niemczech.
| Data                 | Lokalizacja                                 | Liczba zabitych | Liczba rannych | Opis |
| 20 czerwca 1913      | Brema, Cesarstwo Niemieckie                 | 5               | 23             | 29-letni Heinz Schmidt, nauczyciel bez zatrudnienia, zastrzelił w szkole podstawowej 4 dziewczynki i ranił 23 inne osoby, zanim został obezwładniony przez przypadkowych ludzi, którzy wbiegli do szkoły zaalarmowani wystrzałami. Piątą ofiarą była inna dziewczynka, która upadła na schody i skręciła kark, próbując uciec przed napastnikiem. |
| 6 maja 1925          | Wilno, II Rzeczpospolita (obecnie Litwa)    | 5               | 9              | Dwóch uczniów szkoły imienia Joachima Lelewela w Wilnie zaatakowało komisję egzaminacyjną podczas matur za pomocą granatów i rewolwerów, zabijając 3 osoby i raniąc 9 innych, po czym popełnili samobójstwo. |
| 4 marca 1961         | Kungälv, Szwecja                            | 1               | 6              | 17-letni Ove Conry Andersson zastrzelił na wieczornych potańcówkach szkolnych swojego kolegę i ranił sześciu innych uczniów, po czym uciekł z miejsca zdarzenia. Został zatrzymany następnego dnia. |
| 6 stycznia 1988      | Higham Ferrers, Anglia, Wielka Brytania     | 0               | 4              | Darren Fowler, wyrzucony ze szkoły uczeń, wszedł do niej i postrzelił dwóch członków personelu i dwóch uczniów, zanim został obezwładniony przez innych członków szkolnego personelu. |
| 25 stycznia 1989     | Rauma, Finlandia                            | 2               | 0              | 14-letni uczeń szkoły średniej zastrzelił dwóch kolegów, którzy się nad nim znęcali. |
| 13 marca 1996        | Dunblane, Szkocja, Wielka Brytania          | 18              | 15             | 43-letni Thomas Watt Hamilton zastrzelił w szkole podstawowej w mieście Dunblane w Szkocji szesnaścioro kilkuletnich dzieci i ich ciężarną nauczycielkę, po czym popełnił samobójstwo. Piętnaście innych osób zostało rannych. Strzelanina rozegrała się na sali gimnastycznej, gdzie miała odbywać się lekcja WF-u. |
| 7 grudnia 1999       | Veghel, Holandia                            | 0               | 4              | 17-latek otworzył ogień do swoich kolegów w szkole, raniąc trzech z nich, w tym jednego krytycznie. W strzelaninie ranny został również nauczyciel. |
| 16 grudnia 2001      | Kluczbork, Polska                           | 2               | 1              | Mężczyzna postrzelił po kłótni swoją żonę w Zespole Szkół Ekonomicznych, zastrzelił przypadkową osobę wchodzącą do jej budynku, po czym popełnił samobójstwo. |
| 26 kwietnia 2002     | Erfurt, Niemcy                              | 17              | 7              | 19-letni wyrzucony ze szkoły Robert Steinhäuser dokonał w niej masakry, zabijając 16 osób, a 7 ranił. Następnie popełnił samobójstwo. Wśród ofiar znalazło się 12 nauczycieli, sekretarka, policjant, dwóch uczniów, oraz sprawca. |
| 2 lipca 2003         | Coburg, Niemcy                              | 1               | 2              | 16-letni Florian K. postrzelił swoją nauczycielkę i szkolną psycholog, po czym popełnił samobójstwo. |
| 7 marca 2005         | Rötz, Niemcy                                | 0               | 0              | 14-letni uczeń wtargnął do klasy z pistoletem i groził pozbawieniem życia nauczycielowi. Nauczyciel i inni uczniowie wdali się w szarpaninę z niedoszłym zamachowcem, podczas której broń wystrzeliła, ale nikt nie został ranny. |
| 7 listopada 2007     | Tuusula, Finlandia                          | 9               | 13             | 18-letni Pekka-Eric Auvinen zastrzelił w swojej szkole siedmiu uczniów i dyrektorkę i ranił trzynaście innych osób, po czym popełnił samobójstwo. |
| 23 września 2008     | Kauhajoki, Finlandia                        | 11              | 11             | 22-letni student szkoły zawodowej Matti Juhani Saari zastrzelił w niej 10 osób, a 11 innych ranił, po czym popełnił samobójstwo. |
| 11 marca 2009        | Winnenden, Niemcy                           | 16              | 9              | 17-letni uczeń szkoły średniej Albertville-Realschule Tim Kretschmer zastrzelił w niej 12 osób, a 7 innych ranił, po czym uciekł z miejsca zdarzenia. Po uciecze ze szkoły zastrzelił pracownika miejscowego szpitala psychiatrycznego, następnie wdarł się do samochodu Volkswagen-Sharan, sterroryzował jego kierowcę i uciekł z nim do odległego o ok. 40 km Wendlingen am Neckar. Kierowca uciekł, napastnik natomiast wszedł następnie do salonu samochodowego Volkswagena i zastrzelił tam dwie osoby i ranił dwóch ostrzeliwujących go policjantów, którzy znajdowali się na miejscu zdarzenia, po czym popełnił samobójstwo. W masakrze zginęło łącznie 16 osób, a 9 zostało rannych. |
| 26 listopada 2009    | Pecz, Węgry                                 | 1               | 0              | 23-letni student uniwersytetu zastrzelił w klasie biofizyki innego studenta. |
| 3 lutego 2014        | Moskwa, Rosja                               | 2               | 1              | 15-letni Siergiej Gordiejew zastrzelił w szkole średniej nauczyciela i milicjanta i ranił innego z funkcjonariuszy po czym poddał się milicji. |
| 20 kwietnia 2015     | Barcelona, Hiszpania                        | 1               | 4              | 13-latek zastrzelił z kuszy nauczyciela biologii i ranił nożem czterech uczniów zanim został obezwładniony przez resztę uczniów. |
| 21 marca 2018        | Szadrinsk, Rosja                            | 0               | 7              | 13-letnia uczennica Natasza Kabakowa postrzeliła z pistoletu śrutowego siedmiu swoich kolegów z klasy. |
| 17 października 2018 | Kercz, Półwysep Krymski, Rosja/Ukraina      | 21              | 70             | 18-letni Władisław Roslakow podłożył materiały wybuchowe na szkolnej stołówce, a następnie zaczął strzelać do uczniów i pracowników technikum do którego uczęszczał. W wyniku wybuchu bomby rannych zostało ok. 50 osób. W strzelaninie zginęło 20 osób, a ok. dwudziestu kolejnych zostało rannych. Sprawca popełnił samobójstwo w uczelnianej bibliotece, strzelając sobie w podniebienie. Napastnik podczas masakry był ubrany podobnie jak Eric Harris, jeden ze sprawców masakry w Columbine High School i użył podobnego modus operandi co sprawcy tamtej masakry. |
| 27 maja 2019         | Brześć Kujawski, Kujawsko-Pomorskie, Polska | 0               | 2              | 18-letni Marek N. postrzelił w szkole podstawowej nr 1 imienia Władysława Łokietka 11-letnią uczennicę i 59-letnią sprzątaczkę, po czym został obezwładniony przez szkolnego woźnego i aresztowany przez policję. |
| 11 maja 2021         | Kazań, Rosja                                | 9               | 21             | 19-letni Ilnaz Galawijew zastrzelił siedmiu uczniów oraz dwóch nauczycieli przy czym zranił 21 innych osób w Gimnazjum nr 175 w Kazaniu, próbując uciec z miejsca zdarzenia został zatrzymany przed wejściem do szkoły przez policję. |
| 20 września 2021     | Perm, Rosja                                 | 6               | 44             | 18-letni Timur Bekmansurow postrzelił 50 osób (w tym 6 śmiertelnie) na Uniwersytecie w Perm. Po przybyciu policji Timur został przez nich postrzelony przez co musiał mieć amputowaną nogę. |
| 3 maja 2023          | Belgrad, Serbia                             | 10              | 7              | 13-letni uczeń Kosta Kecmanović wtargnął do szkoły i zastrzelił z broni palnej ochroniarza, a następnie uczniów, których spotkał na korytarzu. Później wszedł do klasy, gdzie odbywały się lekcje historii i postrzelił nauczyciela oraz innych uczniów. Następnie strzelec przebiegł korytarzem na dziedziniec i o godzinie 8:42 skontaktował się z policją. |
| 21 grudnia 2023      | Praga, Czechy                               | 15              | 24             | 21 grudnia 2023 roku w Pradze doszło do strzelaniny na Wydziale Filozoficznym Uniwersytetu Karola. Napastnikiem był student, który otworzył ogień do ludzi znajdujących się przed budynkiem oraz do osób wewnątrz budynku. |
| 2 kwietnia 2024      | Vantaa, Finlandia                           | 1               | 2              | 12-latek zastrzelił w szkole 3 uczniów jego klasy. Ofiary to również 12-latkowie. Jeden z rannych zmarł w szpitalu. Dwaj pozostali zostali ciężko ranni. |
| 6 maja 2024          | Łomża, Polska                               | 0               | 1              | 16-letni uczeń dwukrotnie postrzelił 15-latniego ucznia z broni pneumatycznej w Zespole Szkół Mechanicznych i Ogólnokształcących nr 5. |

### Ameryka Północna
Strzelaniny w szkołach mają miejsce najczęściej w Ameryce Północnej, szczególnie w Stanach Zjednoczonych.

#### Stany Zjednoczone
Poniżej zostały wymienione największe i najsłynniejsze strzelaniny szkolne w Stanach Zjednoczonych.
| Data                 | Lokalizacja                     | Liczba zabitych | Liczba rannych | Opis |
| -------------------- | ------------------------------- | --------------- | -------------- | --- |
| 27 lipca 1764        | Pensylwania, Trzynaście Kolonii | 10-11           | 1              | Podczas powstania Pontiaka 3 tubylców z indiańskiego plemienia Delawarów dokonało ataku na szkołę Enocha Browna. Zastrzelili nauczyciela oraz zatłukli na śmierć 9 lub 10 uczniów. Wszystkie ofiary oskalpowano, jedną z nich żywcem. |
| 12 listopada 1840    | Charlottesville, Wirginia       | 1               | 0              | Student Joseph Semmes śmiertelnie postrzelił profesora Johna Anthony’ego Gardnera Davisa, który zmarł trzy dni później. Najprawdopodobniej była to pierwsza strzelanina szkolna na świecie. |
| 18 maja 1927         | Bath, Michigan                  | 45              | 58             | 55-letni Andrew Kehoe dokonał masakry z użyciem materiałów wybuchowych w szkole Bath Consolidated School. W wyniku trzech eksplozji podłożonych przez niego w szkole materiałów wybuchowych zginęły 43 osoby, a ponad 50 zostało rannych. Sprawca wcześniej zastrzelił swoją żonę w mieszkaniu i spalił swój dom. Po ataku odjechał sprzed budynku szkoły, po czym, po kilku chwilach od eksplozji, podjechał pod nią i zaczął strzelać. Trafił kilka osób, po czym strzelił w swój samochód z umieszczonym wewnątrz ładunkiem wybuchowym, w wyniku czego sprawca zginął na miejscu; była to najkrwawsza masakra szkolna w historii USA. |
| 4 czerwca 1936       | Bethlehem, Pensylwania          | 2               | 0              | 23-letni Wesley Ludlow Clow zastrzelił swojego profesora, po czym popełnił samobójstwo. |
| 6 maja 1940          | Pasadena, Kalifornia            | 5               | 2              | 38-letni Verlin Spencer, były dyrektor gimnazjum w Pasadenie zwolniony z pracy, zastrzelił pięciu swoich dawnych współpracowników w szkole, ranił kolejnego, po czym usiłował popełnić samobójstwo, ale przeżył i został aresztowany. |
| 1 sierpnia 1966      | Austin, Teksas                  | 18              | 31             | 25-letni student Charles Whitman ostrzelał z wieży uniwersyteckiej studentów na kampusie Uniwersytetu Teksańskiego w Austin. Zastrzelił na miejscu 14 osób, a 31 ranił, po czym został zastrzelony przez policyjnego snajpera. Piętnasta z postrzelonych osób zmarła dopiero w 2001 roku, a śmierć ta została uznana za morderstwo, gdyż nastąpiła wskutek celowo zadanej przed laty rany postrzałowej. Whitman przed atakiem zamordował nożem w domu swoją matkę i żonę. |
| 12 listopada 1966    | Mesa, Arizona                   | 5               | 2              | 18-letni Robert Benjamin Smith wtargnął do przedszkola i zastrzelił 5 osób, a 2 ranił. Wśród jego ofiar były kobiety i dzieci. Smith był zafascynowany zbrodnią Charlesa Whitmana. |
| 11 lutego 1970       | Filadelfia, Pensylwania         | 2               | 1              | 33-letni student Robert Cantor strzelił do dwóch profesorów, zabijając jednego z nich i ciężko raniąc drugiego, po czym popełnił samobójstwo. |
| 11 listopada 1971    | Spokane, Waszyngton             | 2               | 4              | 21-letni Larry Harmon zastrzelił na kampusie uniwersyteckim jedną osobę, a cztery ranił, po czym został zastrzelony przez policję. |
| 17 stycznia 1974     | Chicago, Illinois               | 1               | 3              | 14-letni Steven Guy zastrzelił dyrektora swojej szkoły i ranił trzy inne osoby. |
| 19 lutego 1976       | Los Angeles, Kalifornia         | 1               | 7              | 18-letni Neil Jordan Liebeskind zastrzelił jednego studenta i ranił siedmiu innych na uczelni informatycznej. |
| 12 lipca 1976        | Fullerton, Kalifornia           | 7               | 2              | 37-letni kustosz biblioteki uniwersyteckiej Edward Charles Allaway zastrzelił siedmiu swoich współpracowników i ranił dwóch innych, po czym zbiegł z miejsca zdarzenia, ale niedługo później sam oddał się w ręce policji. |
| 29 stycznia 1979     | San Diego, Kalifornia           | 2               | 9              | 16-letnia Brenda Ann Spencer ostrzelała z okna swojego domu z ranka dzieci stojące przed bramą szkoły podstawowej po przeciwnej stronie ulicy, raniąc 8 z nich. Kiedy interweniowali dwaj pracownicy szkoły, w tym dyrektor, oraz policjant, Spencer ostrzelała ich, zabijając pracowników i ciężko raniąc policjanta. Na podstawie tych zdarzeń powstał utwór I Don’t Like Mondays oparty na słowach sprawczyni, które wypowiedziała przez telefon do dzwoniącego do niej redaktora jednej z gazet, który spytał się Brendy o motyw. |
| 6 października 1979  | Columbia, Karolina Południowa   | 2               | 5              | 19-letni Mark Houston zastrzelił na uniwersytecie dwie osoby, a pięć ranił. |
| 17 kwietnia 1981     | Ann Arbor, Michigan             | 2               | 0              | 22-letni student Leo Kelly Jr. zastrzelił w akademiku dwóch innych studentów, po czym został aresztowany. |
| 19 marca 1982        | Las Vegas, Nevada               | 1               | 2              | 17-letni Patrick Lizotte zastrzelił swojego nauczyciela i otworzył ogień do swoich kolegów, raniąc dwóch z nich, po czym został obezwładniony przez resztę uczniów i aresztowany przez policję. |
| 5 kwietnia 1982      | Hot Springs, Arkansas           | 2               | 0              | 25-letni student Kelvin Love zastrzelił dwóch innych studentów na uniwersytecie. |
| 16 maja 1983         | Brentwood, Nowy Jork            | 1               | 2              | 24-letni Robert Wickes, zwolniony pracownik szkoły, postrzelił dwóch innych pracowników, po czym popełnił samobójstwo. |
| 17 grudnia 1983      | Ithaca, Nowy Jork               | 2               | 0              | 26-letni Su Yong Kim zastrzelił na uniwersytecie dwie osoby. |
| 24 lutego 1984       | Los Angeles, Kalifornia         | 3               | 12             | 28-letni Tyrone Mitchell ostrzelał z balkonu swojego mieszkania dzieci stojące pod szkołą podstawową, zabijając dwóch uczniów i raniąc 12 innych, po czym popełnił samobójstwo. |
| 21 stycznia 1985     | Goddard, Kansas                 | 1               | 3              | 14-letni uczeń James Alan Kearbey zastrzelił w swojej szkole nauczyciela i ranił trzy inne osoby, po czym został obezwładniony przez resztę uczniów i aresztowany przez policję. |
| 26 listopada 1985    | Spanaway, Waszyngton            | 3               | 0              | 14-letnia uczennica gimnazjum Heather Smith zastrzeliła swojego byłego chłopaka i innego ucznia, po czym popełniła samobójstwo. |
| 10 grudnia 1985      | Portland, Connecticut           | 1               | 2              | 13-letni Floyd Warmsley III zastrzelił swojego nauczyciela i zranił dwie inne osoby. |
| 12 sierpnia 1986     | Brooklyn, Nowy Jork             | 1               | 4              | 29-letni student Van Anthony Hull zastrzelił innego studenta i ranił cztery inne osoby na uniwersytecie. |
| 4 grudnia 1986       | Lewistown, Montana              | 1               | 3              | 14-letni Kristofer Hans zastrzelił swojego nauczyciela i ranił trzy inne osoby w szkole. |
| 13 lutego 1987       | Mayer, Arizona                  | 1               | 2              | 17-letni Jarrett Arthur Huskey postrzelił dwóch uczniów w szkole, po czym popełnił samobójstwo. |
| 20 maja 1988         | Winnetka, Illinois              | 2               | 6              | 30-letnia Laurie Dann zastrzeliła w szkole podstawowej 8-letniego ucznia i postrzeliła pięciu innych uczniów. Następnie uciekła do jednego z domów, gdzie wzięła mieszkającego tam mężczyznę za zakładnika, po czym postrzeliła go i popełniła samobójstwo. Wcześniej usiłowała otruć dzieci, którymi opiekowała się jako opiekunka zastępcza, a także wysłała paczki z materiałami wybuchowymi i arszenikiem na adres kilku uniwersytetów. |
| 22 września 1988     | Chicago, Illinois               | 5               | 2              | 40-letni Clemmie Henderson zaatakował pracowników szkoły prywatnej w Chicago. Zastrzelił dwie osoby, a dwie kolejne ranił, po czym zginął w strzelaninie z policją. Wcześniej zastrzelił dwie osoby w pobliskim salonie samochodowym. |
| 26 września 1988     | Greenwood, Karolina Południowa  | 2               | 9              | 19-letni James William Wilson wtargnął do szkoły podstawowej i zastrzelił dwie uczennice i ranił ośmioro innych dzieci, a także wuefistkę, po czym został aresztowany przez policję. |
| 16 grudnia 1988      | Virginia Beach, Wirginia        | 1               | 1              | 16-letni Nicholas Elliott zastrzelił swojego kolegę i ranił kolejnego, po czym zaciął mu się pistolet i został obezwładniony przez resztę uczniów. |
| 17 stycznia 1989     | Stockton, Kalifornia            | 6               | 32             | 24-letni Patrick Edward Purdy zastrzelił na podwórku szkoły podstawowej w Stockton 5 dzieci pochodzenia azjatyckiego, a 32 inne osoby ranił, po czym popełnił samobójstwo. |
| 25 lipca 1989        | Seattle, Waszyngton             | 2               | 0              | 25-letni Azizollah Mazooni zastrzelił dwie osoby na uniwersytecie stanowym w Seattle. |
| 1 listopada 1991     | Iowa City, Iowa                 | 6               | 1              | 28-letni Gang Lu zastrzelił na uniwersytecie Iowy 5 osób, a jedną ranił, po czym popełnił samobójstwo. |
| 1 maja 1992          | Olivehurst, Kalifornia          | 4               | 10             | 20-letni Eric Houston wtargnął do swojej dawnej szkoły średniej, gdzie zastrzelił nauczyciela i trzech uczniów i ranił innego nauczyciela i dziewięciu kolejnych uczniów. Sprawca następnie zabarykadował się w klasie z zakładnikami i przebywał w szkole do późnych godzin wieczornych. Houston ostatecznie poddał się policji. |
| 14 grudnia 1992      | Great Barrington, Massachusetts | 2               | 4              | 18-letni Wayne Lo zastrzelił na kampusie uniwersyteckim pracownika uniwersytetu i studenta i ranił cztery inne osoby, po czym został aresztowany przez policję. |
| 18 stycznia 1993     | Grayson, Kentucky               | 2               | 0              | 17-letni Gary Scott Pennington zastrzelił woźnego i nauczyciela, po czym został aresztowany przez policję. |
| 8 lipca 1993         | Ogden, Utah                     | 1               | 3              | 28-letni Mark Duong postrzelił na uniwersytecie trzy osoby, po czym popełnił samobójstwo. |
| 17 września 1993     | Sheridan, Wyoming               | 1               | 4              | 29-letni Kevin Newman wtargnął do swojej dawnej szkoły i postrzelił cztery osoby, po czym popełnił samobójstwo. |
| 16 grudnia 1993      | Chelsea, Michigan               | 1               | 2              | 39-letni nauczyciel Steven Leith, który był skonfliktowany z administracją szkoły, po spotkaniu na radzie szkolnej poszedł do domu skąd zabrał swój pistolet, wrócił do szkoły i zamordował administratora i ranił dyrektora oraz nauczyciela. |
| 26 maja 1994         | Union, Kentucky                 | 4               | 0              | 17-letni Clay Nathaniel Shrout wtargnął do swojej szkoły i wziął zakładników w klasie, ale niedługo potem poddał się policji. Shrout przed atakiem zastrzelił swoich rodziców i swoje dwie siostry w mieszkaniu. Uprowadził także swoją znajomą ze szkoły, ale wkrótce ją odnaleziono. |
| 7 listopada 1994     | Wickliffe, Ohio                 | 1               | 4              | 37-letni Keith Ledeger wtargnął będąc pod wpływem alkoholu do swojej dawnej szkoły i zaczął strzelać do uczniów i pracowników, zabijając woźnego i raniąc kilku uczniów, po czym został aresztowany. |
| 12 października 1995 | Blackville, Karolina Południowa | 2               | 1              | 16-letni Anthony Sincino zastrzelił swojego nauczyciela i ranił innego, po czym popełnił samobójstwo. |
| 15 listopada 1995    | Lynville, Tennessee             | 2               | 1              | 17-letni James Ellison Rouse zastrzelił swojego nauczyciela i kolegę i ciężko ranił innego nauczyciela, po czym został aresztowany. |
| 2 lutego 1996        | Moses Lake, Waszyngton          | 3               | 1              | 14-letni Barry Dale Loukaitis zastrzelił w swoim gimnazjum nauczycielkę i dwóch kolegów, oraz ciężko ranił koleżankę, po czym wziął uczniów w klasie za zakładników. Barry został obezwładniony przez woźnego, po czym został aresztowany przez policję. |
| 15 sierpnia 1996     | San Diego, Kalifornia           | 3               | 0              | 36-letni Frederick Martin Davidson zastrzelił trzech profesorów na uniwersytecie ponieważ twierdził, że ci konspirują przeciwko niemu. Został aresztowany przez policję. |
| 17 września 1996     | University Park, Pensylwania    | 1               | 2              | 19-letnia Jillian Robbins otworzyła ogień na kampusie uniwersyteckim, zabijając jedną osobę i raniąc dwie inne, po czym została aresztowana przez funkcjonariuszy policji. |
| 19 lutego 1997       | Bethel, Alaska                  | 2               | 2              | 16-letni Evan Ramsey zastrzelił przed szkołą ucznia, po czym wszedł do środka i kontynuował strzelaninę. Zabił dyrektora szkoły i zranił dwóch uczniów. Ramsey został aresztowany przez policję. |
| 1 października 1997  | Pearl, Missisipi                | 3               | 7              | 16-letni Luke Woodham wszedł do swojej szkoły z karabinem i zastrzelił swoją byłą dziewczynę i inną uczennicę oraz ranił siedem innych osób. Wcześniej zamordował swoją matkę w mieszkaniu. Woodham został po ataku aresztowany przez policję. |
| 1 grudnia 1997       | West Paducah, Kentucky          | 3               | 5              | 14-letni Michael Carneal zastrzelił trzy uczennice i ranił pięć innych uczennic, które uczestniczyły w kółku modlitewnym. Carneal został po ataku aresztowany przez policję. Sprawca cierpiał na schizofrenię. |
| 15 grudnia 1997      | Stamps, Arkansas                | 0               | 2              | 14-letni Joseph Todd ukrył się w krzakach na terenie szkoły i ostrzelał wchodzących do jej budynku uczniów, raniąc dwóch z nich. |
| 24 marca 1998        | Jonesboro, Arkansas             | 5               | 10             | 13-letni Mitchell Johnson i 11-letni Andrew Golden wywołali fałszywy alarm przeciwpożarowy w swojej szkole, po czym ukryli się na jej terenie i zaczęli strzelać do ewakuujących się uczniów i nauczycieli. W masakrze zginęło 5 osób, a 10 zostało rannych. Sprawcy zostali aresztowani przez policję. |
| 24 kwietnia 1998     | Edinboro, Pensylwania           | 1               | 3              | 14-letni Andrew Jerome Wurst zastrzelił na szkolnych potańcówkach z okazji ukończenia gimnazjum swojego nauczyciela oraz ranił trzy inne osoby, po czym został aresztowany. |
| 21 maja 1998         | Springfield, Oregon             | 4               | 25             | 15-letni schizofrenik Kipland Philip Kinkel zastrzelił w swojej szkole średniej dwóch uczniów i ranił 25 innych strzelając na korytarzach oraz na stołówce szkolnej z karabinu. Wcześniej zastrzelił swoich rodziców w mieszkaniu. Kinkel został po ataku aresztowany przez policję. |
| 20 kwietnia 1999     | Columbine, Kolorado             | 15              | 24             | 18-letni Eric Harris i 17-letni Dylan Klebold dokonali masakry w swojej szkole średniej Columbine High School. Zastrzelili 12 uczniów i jednego nauczyciela, raniąc przy tym 24 inne osoby. Sprawcy popełnili samobójstwo zanim do budynku wkroczyła policja. Jest to najsłynniejsza strzelanina szkolna na świecie. |
| 20 maja 1999         | Conyers, Georgia                | 0               | 6              | 15-letni Anthony Solomon Jr. otworzył ogień z karabinka w swojej szkole, raniąc sześć osób, po czym został zatrzymany. Przed atakiem napisał notatkę, w której wychwalał zamachowców z Columbine. |
| 6 grudnia 1999       | Fort Gibson, Oklahoma           | 0               | 6              | 13-letni Seth Trickey postrzelił sześć osób na dziedzińcu swojej szkoły, po czym został aresztowany. |
| 10 marca 2000        | Savannah, Georgia               | 2               | 1              | 19-letni Darrell Ingram zastrzelił na szkolnym kampusie swojego dawnego liceum dwie osoby, a jedną ranił. |
| 26 maja 2000         | Lake Worth, Floryda             | 1               | 0              | 13-letni Nathaniel Brazill zastrzelił swojego nauczyciela w szkole. |
| 28 czerwca 2000      | Seattle, Waszyngton             | 2               | 0              | 42-letni Jian Chen zastrzelił pracownika na uniwersytecie, po czym popełnił samobójstwo. |
| 28 sierpnia 2000     | Fayetteville, Arkansas          | 2               | 0              | 37-letni James Easton Kelly zastrzelił pracownika na uniwersytecie, po czym popełnił samobójstwo. |
| 5 marca 2001         | Santee, Kalifornia              | 2               | 13             | 15-letni Charles Andrew Williams zastrzelił w szkole dwóch swoich prześladowców i ranił trzynaście innych osób, po czym został aresztowany przez policję. |
| 7 marca 2001         | Williamsport, Pensylwania       | 0               | 1              | 14-letnia Elizabeth Bush postrzeliła w szkolnej stołówce innego ucznia. |
| 22 marca 2001        | El Cajon, Kalifornia            | 0               | 6              | 18-letni Jason Hoffman postrzelił w swojej szkole pięć osób, po czym został postrzelony i obezwładniony przez policję. |
| 16 stycznia 2002     | Grundy, Wirginia                | 3               | 3              | 43-letni Peter Odighizuwa zastrzelił na uczelni dwóch profesorów i studentkę oraz ranił trzech innych studentów, po czym został aresztowany przez policję. |
| 29 października 2002 | Tucson, Arizona                 | 4               | 0              | 41-letni Robert Flores zastrzelił trzech profesorów na uniwersytecie stanowym, po czym popełnił samobójstwo. |
| 24 kwietnia 2003     | Red Lion, Pensylwania           | 2               | 0              | 14-letni James Sheets zamordował dyrektora szkoły przez strzał w głowę, po czym popełnił samobójstwo. |
| 9 maja 2003          | Cleveland, Ohio                 | 1               | 2              | 62-letni Biswanath Halder wziął zakładników na uczelni, po czym zaczął strzelać, zabijając jedną osobę i raniąc dwie inne. Halder został obezwładniony przez policję. |
| 24 września 2003     | Cold Spring, Minnesota          | 2               | 0              | 15-letni John Jason McLaughlin zastrzelił swojego szkolnego prześladowcę i śmiertelnie postrzelił innego ucznia, po czym został aresztowany przez policję. |
| 9 lutego 2004        | East Greenbush, Nowy Jork       | 0               | 1              | 16-letni Jon William Romano postrzelił na kampusie szkolnym jedną osobę. |
| 21 marca 2005        | Red Lake, Minnesota             | 10              | 7              | 16-letni Jeffrey Weise zastrzelił w swojej szkole pięciu uczniów, nauczycielkę i strażnika pilnującego wstępu do szkoły, po czym popełnił samobójstwo. Wcześniej zastrzelił w mieszkaniu swojego dziadka i jego partnerkę. |
| 8 listopada 2005     | Jacksboro, Tennessee            | 1               | 2              | 14-letni Kenneth Bartley wszedł do gabinetu dyrekcyjnego i zaczął strzelać do dyrekcji szkoły, zabijając wicedyrektora i raniąc dyrektora oraz innego wicedyrektora, po czym został obezwładniony, a następnie aresztowany przez policję. |
| 14 marca 2006        | Reno, Nevada                    | 0               | 2              | 14-letni James Newman postrzelił dwie osoby w swojej szkole. |
| 30 sierpnia 2006     | Hillsborough, Karolina Północna | 1               | 2              | 18-letni schizofrenik Alvaro Castillo otworzył ogień na terenie swojej szkoły, celując w drzwi wejściowe i okna od klas, raniąc dwóch uczniów. Wcześniej sprawca zastrzelił swojego ojca w mieszkaniu. |
| 27 września 2006     | Bailey, Kolorado                | 2               | 0              | 53-letni Duane Roger Morrison wtargnął do szkoły i wziął uczące się w jednej z klas dziewczęta za zakładniczki, po czym zaczął je wykorzystywać seksualnie. Kiedy policja przypuściła szturm na klasę sprawca zastrzelił 16-latkę, po czym popełnił samobójstwo. |
| 29 września 2006     | Cazenovia, Wisconsin            | 1               | 0              | 15-letni Eric Hainstock dokonał zamachu na dyrektora szkoły Johna Klanga, zabijając mężczyznę, po czym został obezwładniony przez resztę nauczycieli i aresztowany przez policję. |
| 2 października 2006  | Nickel Mines, Pensylwania       | 6               | 5              | 32-letni Charles Carl Roberts IV wtargnął do szkoły amiszów w Nickel Mines i zaczął strzelać do uczennic, zabijając pięć dziewcząt i pięć kolejnych raniąc, po czym popełnił samobójstwo. |
| 3 stycznia 2007      | Tacoma, Waszyngton              | 1               | 0              | 18-letni Douglas Chanthabouly wtargnął do szkoły i zamordował swojego kolegę, po czym uciekł, ale został aresztowany niedługo później. Sprawca cierpiał na zaburzenia psychotyczne. |
| 2 kwietnia 2007      | Seattle, Waszyngton             | 2               | 0              | 41-letni Jonathan Rowan zastrzelił studentkę, po czym popełnił samobójstwo. |
| 10 kwietnia 2007     | Gresham, Oregon                 | 0               | 10             | 15-letni Chad Escobedo strzelił w szybę swojej szkoły, raniąc 10 osób. |
| 16 kwietnia 2007     | Blacksburg, Wirginia            | 33              | 23             | 23-letni student literatury angielskiej Cho Seung-hui dokonał masakry na kampusie Virginia Tech, zabijając 32 osoby i raniąc 23 inne. Najpierw zastrzelił w akademiku 18-letnią studentkę weterynarii i jej 22-letniego chłopaka. Następnie udał się na pocztę skąd wysłał do telewizji NBC swoisty „manifest”. Godzinę później udał się na uczelnię. Łańcuchem skuł od środka drzwi wejściowe. Następnie wyciągnął broń i zaczął chodzić po salach wykładowych, strzelając do znajdujących się w nich studentów i wykładowców. Zabił 30 kolejnych osób, a następnie popełnił samobójstwo.                                               |
| 10 października 2007 | Cleveland, Ohio                 | 1               | 4              | 14-letni Asa Coon postrzelił w swojej szkole cztery osoby, po czym popełnił samobójstwo. |
| 11 grudnia 2007      | Las Vegas, Nevada               | 0               | 6              | 18-letni Nicco Tatum postrzelił w swojej szkole sześć osób. |
| 8 lutego 2008        | Baton Rouge, Luizjana           | 3               | 0              | 23-letnia Latina Williams zastrzeliła w jednej z sal na uniwersytecie dwóch studentów, po czym popełniła samobójstwo. |
| 14 lutego 2008       | DeKalb, Illinois                | 6               | 21             | 27-letni student Steven Kazmierczak zastrzelił na Northern Illinois University 5 studentów i ranił 21 innych, po czym popełnił samobójstwo. Strzelanina miała miejsce w jednej z sal wykładowych. |
| 26 kwietnia 2009     | Hampton, Wirginia               | 0               | 3              | 18-letni O’Dane Maye postrzelił na uczelni dwie osoby, po czym usiłował popełnić samobójstwo przez strzał w głowę, ale przeżył i został aresztowany. |
| 6 maja 2009          | Middletown, Connecticut         | 1               | 0              | 29-letni Stephen Morgan zastrzelił kobietę na uniwersytecie. |
| 12 lutego 2010       | Huntsville, Alabama             | 3               | 3              | 44-letnia profesorka Amy Bishop otworzyła ogień podczas spotkania pracowników w jednym z gabinetów do innych profesorów i naukowców, zabijając trzech z nich i raniąc trzech kolejnych. |
| 23 lutego 2010       | Littleton, Kolorado             | 0               | 2              | 32-letni Bruco Eastwood postrzelił przed szkołą dwie osoby, po czym został obezwładniony przez nauczyciela i aresztowany przez policję. |
| 8 października 2010  | Carlsbad, Kalifornia            | 0               | 2              | 41-letni Brendan O’Rourke wtargnął na teren przedszkola z halloweenowym Jack O’Lantern na głowie i zaczął strzelać do dzieci, raniąc dwoje z nich. |
| 5 stycznia 2011      | Omaha, Nebraska                 | 2               | 2              | 17-letni Robert Butler Jr. zastrzelił wicedyrektora szkoły i postrzelił innego z wicedyrektorów oraz dyrektora, po czym popełnił samobójstwo. Przed atakiem został zawieszony za nieodpowiednie zachowanie. |
| 27 lutego 2012       | Chardon, Ohio                   | 3               | 3              | 17-letni Thomas Michael Lane III zastrzelił w szkolnej stołówce trzech uczniów i ranił trzech kolejnych. |
| 2 kwietnia 2012      | Oakland, Kalifornia             | 7               | 3              | 43-letni student pielęgniarstwa One L. Goh zastrzelił na Uniwersytecie Oikos w Oakland siedmiu studentów i ranił trzech innych, po czym uciekł z miejsca zdarzenia i został zatrzymany niedługo później przez policję. |
| 27 sierpnia 2012     | Baltimore, Maryland             | 0               | 1              | 15-letni Robert Gladden Jr. postrzelił w plecy ucznia w szkolnej stołówce, po czym został obezwładniony przez nauczycieli i aresztowany przez policję. |
| 14 grudnia 2012      | Newtown, Connecticut            | 28              | 2              | 20-letni Adam Lanza zastrzelił w szkole podstawowej Sandy Hook dwadzieścioro dzieci w wieku 6 i 7 lat oraz sześciu członków personelu, po czym popełnił samobójstwo. Wcześniej zamordował swoją matkę. |
| 10 stycznia 2013     | Taft, Kalifornia                | 0               | 2              | 16-letni Bryan Oliver postrzelił dwie osoby w swojej szkole. |
| 7 czerwca 2013       | Santa Monica, Kalifornia        | 6               | 4              | 23-letni student John Zawahri zabił łącznie pięć osób, a cztery ranił podczas szału zabijania, który rozpoczął we własnym domu, po czym zaczął strzelać do ludzi na ulicach miasta, a następnie strzelił do kilku osób na uniwersytecie, po czym został zastrzelony przez policję. |
| 21 października 2013 | Sparks, Nevada                  | 2               | 2              | 12-letni Jose Reyes zastrzelił swojego nauczyciela i otworzył ogień do kolegów grających w piłkę na boisku szkolnym, raniąc dwóch z nich. Kiedy skończyła mu się amunicja i nauczyciele chcieli obezwładnić Reyesa, ten szybko przeładował broń i popełnił samobójstwo. |
| 13 grudnia 2013      | Centennial, Kolorado            | 2               | 0              | 18-letni Karl Pierson śmiertelnie postrzelił w swojej szkole 17-letnią uczennicę Claire Davis, po czym popełnił samobójstwo. |
| 14 stycznia 2014     | Roswell, Nowy Meksyk            | 0               | 2              | 12-letni Mason Campbell postrzelił w swojej szkole dwie osoby. |
| 23 maja 2014         | Isla Vista, Kalifornia          | 7               | 14             | 22-letni Elliot Rodger dokonał masakry w miasteczku studenckim Isla Vista dokonując serii ataków z użyciem broni palnej, noża i pojazdu samochodowego na studentów, zabijając 6 osób i raniąc 14 innych. Rodger popełnił samobójstwo. Sprawca dokonał masakry w imieniu ruchu Incel. |
| 5 czerwca 2014       | Seattle, Waszyngton             | 1               | 2              | 26-letni Aaron Rey Ybarra zastrzelił na uniwersytecie jedną osobę, a dwie inne ranił. |
| 10 czerwca 2014      | Troutdale, Oregon               | 2               | 1              | 15-letni Jared Padgett zastrzelił w szkole na korytarzu swojego kolegę i ranił kolejnego, po czym wszedł do łazienki i popełnił tam samobójstwo. |
| 24 października 2014 | Marysville, Waszyngton          | 5               | 1              | 15-letni Jaylen Fryberg zastrzelił na szkolnej stołówce czterech swoich przyjaciół i ranił kolejną osobę, po czym popełnił samobójstwo. |
| 20 listopada 2014    | Tallahassee, Floryda            | 1               | 3              | 31-letni Myron May postrzelił trzy osoby na uniwersytecie, po czym popełnił samobójstwo. |
| 5 lutego 2015        | Columbia, Karolina Południowa   | 2               | 0              | 46-letnia Sunghee Kwon zastrzeliła swojego byłego męża na uniwersytecie, po czym popełniła samobójstwo. |
| 1 października 2015  | Roseburg, Oregon                | 10              | 8              | 26-letni Christopher Harper-Mercer zastrzelił na koledżu w miejscowości Roseburg 9 osób i ranił 8 innych, po czym został zastrzelony podczas wymiany ognia z policją. |
| 12 lutego 2016       | Glendale, Arizona               | 2               | 0              | 15-letnia Dorothy Dutiel zamordowała swoją koleżankę w szkolnej łazience, po czym popełniła samobójstwo. |
| 29 lutego 2016       | Middletown, Ohio                | 0               | 4              | 14-letni James Austin Hancock postrzelił w szkole cztery osoby. |
| 1 czerwca 2016       | Los Angeles, Kalifornia         | 3               | 0              | 38-letni Mainak Sarkar zastrzelił na uniwersytecie jednego z wykładowców, po czym popełnił samobójstwo. Kilka dni wcześniej zastrzelił swoją żonę w mieszkaniu w stanie Minnesota. |
| 28 września 2016     | Townville, Karolina Południowa  | 2               | 2              | 14-letni Jesse Osborne otworzył ogień do kilkuletnich dzieci na podwórku szkolnym, zabijając 6-latka i raniąc dwie inne osoby, po czym został aresztowany. Wcześniej zastrzelił swojego ojca we własnym mieszkaniu. |
| 20 stycznia 2017     | West Liberty, Ohio              | 0               | 2              | 17-letni Ely Serna postrzelił dwie osoby w swojej szkole. |
| 13 września 2017     | Rockford, Waszyngton            | 1               | 3              | 15-letni Caleb Sharpe zastrzelił w szkole swojego prześladowcę i ranił trzy inne osoby. |
| 7 grudnia 2017       | Aztec, Nowy Meksyk              | 3               | 0              | 21-letni William Atchison zastrzelił w swojej szkole średniej dwóch uczniów i popełnił samobójstwo. |
| 23 stycznia 2018     | Benton, Kentucky                | 2               | 18             | 16-letni Gabriel Parker otworzył ogień do swoich kolegów kiedy wchodzili do klasy na pierwszą lekcję, zabijając dwie osoby i raniąc osiemnaście innych, po czym uciekł z miejsca zdarzenia, ale został niedługo później aresztowany przez policję. |
| 14 lutego 2018       | Parkland, Floryda               | 17              | 17             | 19-letni Nikolas Cruz zastrzelił w swojej dawnej szkole średniej Marjory Stoneman Douglas High School 17 osób i ranił 17 innych, po czym uciekł z miejsca zdarzenia do centrum handlowego, gdzie został aresztowany przez policję. |
| 20 kwietnia 2018     | Ocala, Floryda                  | 0               | 1              | 19-letni Sky Bouche strzelił w drzwi swojej klasy, raniąc ucznia. |
| 18 maja 2018         | Santa Fe, Teksas                | 10              | 14             | 17-letni Dimitrios Pagourtzis zastrzelił w swojej szkole ośmiu uczniów i dwie nauczycielki i ranił 13 osób zanim został postrzelony i obezwładniony przez przybyłych na miejsce zdarzenia policjantów. Pagourtzis chciał się najprawdopodobniej zemścić na jednej z uczennic za odrzucenie romantyczne. |
| 25 maja 2018         | Noblesville, Indiana            | 0               | 2              | 13-letni David Moore postrzelił w swojej szkole dwie osoby. |
| 7 maja 2019          | Highlands Ranch, Kolorado       | 1               | 8              | Dwóch uczniów, 18-letni Devon Erickson i 17-letni transmężczyzna Alec Maya McKinney zastrzelili w swojej szkole jednego ucznia i ranili ośmiu innych, po czym zostali aresztowani. |
| 14 listopada 2019    | Santa Clarita, Kalifornia       | 3               | 3              | 16-letni Nathaniel Berhow dokonał ataku na szkołę w swoje urodziny, zabijając dwóch swoich kolegów i raniąc trzech kolejnych, po czym strzelił sobie w głowę i zmarł w szpitalu dwa dni później. |

#### Kanada
| Data                          | Lokalizacja            | Liczba zabitych | Liczba rannych | Opis |
| ----------------------------- | ---------------------- | --------------- | -------------- | --- |
| 25 sierpnia 1884              | Markdale, Ontario      | 1               | 1              | 28-letni nauczyciel William Norris zranił nauczycielkę Fanny Ford trzema strzałami za odrzucenie jego zalotów miłosnych, po czym popełnił samobójstwo. |
| 27 października 1975          | Ottawa, Ontario        | 3               | 6              | 18-letni Robert Poulin zastrzelił w szkole innego ucznia i ranił sześciu innych uczniów, po czym popełnił samobójstwo. Wcześniej tego samego dnia w domu brutalnie zgwałcił i zamordował nożem swoją 17-letnią koleżankę, w której był obsesyjnie zakochany.                                         |
| październik 1978              | Winnipeg, Manitoba     | 1               | 0              | Uczeń zastrzelił swojego kolegę w szkole za wyśmiewanie się z amerykańskiego zespołu rockowego Kiss. W trakcie procesu sądowego został uznany za niepoczytalnego i nie został aresztowany lecz skierowany na leczenie psychiatryczne.                                                                |
| 1989 (dokładna data nieznana) | Toronto, Ontario       | 0               | 0              | Dyrektor jednej ze szkół wyższych został zaatakowany przez grupę chuliganów, którzy oddali do niego strzały. Nikt nie odniósł obrażeń w ataku. |
| 6 grudnia 1989                | Montreal, Quebec       | 15              | 14             | 25-letni Marc Lépine zastrzelił na uniwersytecie czternaście kobiet i ranił dziesięć innych kobiet i czterech mężczyzn, po czym popełnił samobójstwo. Dzień tej masakry (6 grudnia) jest w Kanadzie obchodzony jako Dzień Pamięci i Przeciwdziałania Przemocy Wobec Kobiet.                          |
| 24 sierpnia 1992              | Montreal, Quebec       | 4               | 1              | 52-letni profesor nadzwyczajny inżynierii mechanicznej białoruskiego pochodzenia Walery Josifowicz Fabrykant zastrzelił na Uniwersytecie Concordia czterech swoich współpracowników i ranił sekretarkę, po czym został obezwładniony przez resztę pracowników a następnie aresztowany przez policję. |
| 28 kwietnia 1999              | Taber, Alberta         | 1               | 1              | Zainspirowany masakrą w Columbine High School 14-letni uczeń szkoły średniej Todd Cameron Smith zastrzelił z karabinu swojego 17-letniego prześladowcę Jasona Langa i ranił jego kolegę, po czym został obezwładniony przez nauczycieli i aresztowany przez policję.                                 |
| 10 grudnia 2004               | Brampton, Ontario      | 1               | 0              | 47-letnia nauczycielka tureckiego pochodzenia Aysegul Candir została zastrzelona na szkolnym parkingu przez swojego męża. |
| 16 września 2008              | Toronto, Ontario       | 0               | 1              | 16-latek został postrzelony w klatkę piersiową po kłótni z innymi nastolatkami na szkolnym parkingu. |
| 30 września 2010              | Toronto, Ontario       | 0               | 1              | Nastolatek został postrzelony w skroń przez innego nastolatka, z którym się pokłócił. |
| 6 marca 2014                  | Toronto, Ontario       | 0               | 2              | 22-letni Kemon Edwards przypadkowo wystrzelił na kampusie jednego z uniwersytetów broń, którą miał przy sobie. Dwie kobiety zostały ranne. Sprawca został zatrzymany przez policję. |
| 22 stycznia 2016              | La Loche, Saskatchewan | 4               | 7              | 17-letni uczeń szkoły średniej w La Loche zastrzelił w szkole dwie osoby i ranił siedem innych. Został zatrzymany przez policję. Napastnik zastrzelił wcześniej w mieszkaniu dwóch swoich kuzynów.                                                                                                   |

#### Meksyk
| Data                | Lokalizacja                     | Liczba zabitych | Liczba rannych | Opis |
| ------------------- | ------------------------------- | --------------- | -------------- | --- |
| 13 maja 2004        | Miasto Meksyk, region stołeczny | 1               | 0              | 13-letni gimnazjalista przypadkowo śmiertelnie postrzelił w głowę swoją koleżankę, kiedy chciał się jej pochwalić swoją bronią. |
| 13 czerwca 2007     | Miasto Meksyk, region stołeczny | 1               | 0              | Ojciec, którego syna nie przyjęto do szkoły, wszedł do niej i zabił dyrektorkę, strzelając jej w głowę. |
| 1 października 2010 | Chihuahua, stan Chihuahua       | 2               | 0              | Po sprzeczce dwóch policjantów jeden z nich wszedł do pobliskiej szkoły i zabił jej dyrektorkę, po czym popełnił samobójstwo. |
| 24 sierpnia 2011    | Ciudad Juárez, stan Chihuahua   | 1               | 5              | Nieznani sprawcy otworzyli ogień do rodziców dzieci uczących się w szkole podstawowej, którzy czekali aż ich pociechy przyjdą do nich po skończeniu lekcji. W strzelaninie zginął jeden mężczyzna, a pięć innych osób zostało rannych. Sprawcy uciekli z miejsca zdarzenia. |
| 12 stycznia 2012    | Ciudad Juárez, stan Chihuahua   | 1               | 0              | Nieznany sprawca zastrzelił 30-letniego rodzica jednego z dzieci przed przedszkolem. |
| 25 lutego 2018      | Los Mochis, Sinaloa             | 3               | 0              | Nieznani sprawcy zastrzelili komendanta policji uniwersyteckiej, po czym wdali się w strzelaninę z innymi funkcjonariuszami, podczas której dwaj sprawcy zginęli. |
| 11 kwietnia 2018    | Huixquilucan, region stołeczny  | 1               | 1              | Po sprzeczce dwóch uczniów jeden z nich wyciągnął pistolet i postrzelił drugiego w brzuch, po czym uciekł do domu i popełnił tam samobójstwo. |
| 24 kwietnia 2018    | Ciudad Victoria, Tamaulipas     | 1               | 4              | Nieznani sprawcy zastrzelili jednego z rodziców uczniów i ranili cztery inne osoby, po czym zbiegli z miejsca zdarzenia. |
| 21 lutego 2019      | San Andrés Huaxpaltepec, Oaxaca | 1               | 0              | Nieznany sprawca zastrzelił nauczyciela na oczach jego uczniów. |
| 10 kwietnia 2019    | Zacatecas, stan Zacatecas       | 1               | 0              | 22-letnia studentka została zastrzelona przez nieznanego mężczyznę. |

### Ameryka Południowa
Strzelaniny w szkołach w Ameryce Południowej najczęściej mają miejsce w Brazylii.
| Data          | Lokalizacja       | Liczba zabitych | Liczba rannych | Opis |
| ------------- | ----------------- | --------------- | -------------- | --- |
| 6 marca 2001  | Limeira, Brazylia | 1               | 2              | Podczas kłótni w szkole z bratem swojej dziewczyny 16-latek wziął pistolet i strzelił do trzech uczniów w pobliżu, zabijając jednego z nich.                                                                                                  |
| 13 marca 2019 | Suzano, Brazylia  | 10              | 11             | Dwóch byłych uczniów szkoły zastrzeliło w niej pięciu uczniów i dwie pracownice, raniąc przy tym jedenastu innych uczniów, po czym popełnili samobójstwo. Wcześniej zastrzelili wujka jednego z nich w sklepie samochodowym nieopodal szkoły. |

### Afryka
Strzelaniny szkolne w Afryce mają miejsce stosunkowo rzadko. Najczęściej dochodziło do nich w Południowej Afryce (RPA).
| Data             | Lokalizacja                 | Liczba zabitych | Liczba rannych | Opis |
| ---------------- | --------------------------- | --------------- | -------------- | --- |
| 19 września 1994 | Soweto, Południowa Afryka   | 0               | 7              | 18-letni uczeń postrzelił siedmiu uczniów ze swojej klasy, po czym uciekł ze szkoły samochodem swojego ojca. |
| 31 sierpnia 2009 | Welkom, Południowa Afryka   | 2               | 0              | Nauczyciel Jaco Stiglingh zastrzelił dyrektora szkoły w jego gabinecie, po czym popełnił samobójstwo. |
| 26 stycznia 2010 | Ngqeleni, Południowa Afryka | 2               | 1              | 25-letni mężczyzna pokłócił się ze swoją dziewczyną, która pracowała w szkole podstawowej. Po kłótni wyciągnął broń i postrzelił ją, a następnie 12-letnią dziewczynkę, która zmarła na miejscu. Mężczyzna został następnie zlinczowany przez tłum wzburzonych ludzi. |
| 2 kwietnia 2015  | Garissa, Kenia              | 152             | 79             | Somalijska islamistyczna organizacja terrorystyczna Asz-Szabab dokonała zamachu na Garissa University College w Kenii, zabijając 147 studentów i raniąc 79 innych. Następnie jej bojownicy zginęli w strzelaninie z policją.                                          |

### Azja
Strzelaniny w szkołach azjatyckich zdarzają się z przeciętną częstotliwością; w tej części świata dochodzi częściej do ataków z użyciem noża.
| Data                 | Lokalizacja               | Liczba zabitych | Liczba rannych | Opis |
| -------------------- | ------------------------- | --------------- | -------------- | --- |
| 26 stycznia 1962     | Tajpej, Republika Chińska | 7               | 3              | 41-letni zwolniony nauczyciel wychowania fizycznego w zemście za zwolnienie zastrzelił dyrektora i jego żonę oraz pięciu innych pracowników szkoły i ranił trzy inne osoby, w tym córkę dyrektora szkoły. Następnie uciekł wynajętą taksówką. Sprawcę ostatecznie aresztowano; został skazany na śmierć za tę zbrodnię. |
| 15 maja 1974         | Ma’alot, Izrael           | 25              | 68             | Członkowie terrorystycznej organizacji Frontu Wyzwolenia Palestyny zaatakowali szkołę podstawową. W zamachu zginęło 25 osób, a 68 zostało rannych. |
| 5 października 2005  | Prowincja Guangde, Chiny  | 0               | 18             | Mężczyzna z nieznanych przyczyn postrzelił z broni domowej roboty 18 osób w szkole podstawowej, w tym wiele dzieci. Wszystkie postrzelone osoby przeżyły. |
| 6 marca 2008         | Jerozolima, Izrael        | 9               | 11             | Kierowca szkolnego autobusu Alaa Abu Dhein zastrzelił w jesziwie Merkaz HaRav 8 osób i ranił 11 innych, po czym został zastrzelony przez jednego ze studentów. |
| 27 października 2011 | Xuwen, Chiny              | 1               | 0              | Nastolatek został zastrzelony przy wejściu do szkoły. |
| 16 grudnia 2014      | Peszawar, Pakistan        | 145             | 100+           | Talibowie dokonali zamachu na szkołę wojskową w Peszawarze. W masakrze zginęło 145 osób, większość z nich stanowili studenci. Wśród ofiar znaleźli się też napastnicy, którzy po dokonaniu zamachu wysadzili się w powietrze.                                                                                           |

### Australia i Oceania
Strzelaniny w szkołach w Australii zdarzały się w latach 90. XX wieku i na początku XXI wieku, natomiast w innych krajach Oceanii praktycznie nigdy nie dochodziło do tego rodzaju ataków.
| Data                 | Lokalizacja               | Liczba zabitych | Liczba rannych | Opis |
| -------------------- | ------------------------- | --------------- | -------------- | --- |
| 19 października 1923 | Waikino, Nowa Zelandia    | 2               | 9              | Mężczyzna zastrzelił w szkole podstawowej dwoje dzieci i ranił dziewięć innych osób, w tym dyrektora, po czym został obezwładniony. Jest to pierwsza i jedyna strzelanina szkolna w historii Nowej Zelandii.      |
| 19 czerwca 1991      | Coffs Harbour, Australia  | 0               | 3              | Uczeń zabrał karabin do szkoły i postrzelił dwóch uczniów i nauczyciela, zanim został obezwładniony. |
| 3 sierpnia 1999      | Melbourne, Australia      | 1               | 3              | Uczeń zastrzelił w szkolnej kafeterii jej kierownika i ranił trzech uczniów, po czym został obezwładniony. |
| 21 października 2002 | Melbourne, Australia      | 2               | 5              | Student zastrzelił na uniwersytecie w Melbourne dwóch swoich kolegów ze studiów i ranił pięciu innych studentów, po czym został obezwładniony.                                                                    |
| 3 kwietnia 2003      | Salamander Bay, Australia | 0               | 2              | Uczeń szkoły zdetonował bombę domowej roboty wypełnioną mieszankami wybuchowymi oraz benzyną, po czym zaczął strzelać do swoich koleżanek. Krytycznie ranił dwie z nich. Strzelec został następnie obezwładniony. |
| 7 maja 2012          | Adelaide, Australia       | 0               | 0              | 8-latek oddał strzały na klatce schodowej swojej szkoły; nikt nie został ranny, a młody strzelec został obezwładniony przez personel.                                                                             |